# Au Gagne Petit
Au Gagne Petit is een voormalig warenhuis in Parijs dat gevestigd was aan de Avenue de l'Opéra nummer 23. In 2021 huisvest het voormalige warenhuis een vestiging van Monoprix.  
De historische restanten van de versierde gevel zijn sinds 22 maart 1983 beschermd en aangemerkt als historische monument.

## Geschiedenis
In 1844 opende Bouruet-Aubertot een linnenwinkel La Gagne Petit in de Rue des Moineaux 22. De winkel groeit en neemt Ernest Cognacq in dienst als verkoper. Als gevolg van de aanleg van de Avenue de l'Opera moest de Rue des Moineaux wijken en bouwde hij aan de Avenue de l'Opera 23 een nieuw warenhuis met een luxueuze gevel.
Als versiering boven de bewaarde hoofdingang is een bas-reliëf dat geïnspireerd is op een schilderij van David Teniers de Jonge (1610-1690) en een messenslijper voorstelt. De messenslijper had een 'laag inkomen' (in het Frans: Gange Petit).
De gevels en daken aan de straat van het gebouw zijn bij beschikking van 22 maart 1983 geklasseerd als historisch monument.